# Maxence Muzaton
Maxence Muzaton, né le 26 juin 1990 à Épernay, est un skieur alpin français, spécialiste des épreuves de vitesse (descente et super G). Il est également performant en combiné, montant sur un podium en Coupe du monde de dans cette discipline.

## Biographie
Maxence Muzaton, licencié au club de La Plagne commence sa carrière en 2005, entre dans la Coupe d'Europe en 2008 et remporte sa première course officielle FIS en fin d'année 2009.
Peu après avoir notamment remporté le titre de champion du monde junior du super G, à Megève, il est promu en Coupe du monde en mars 2010 à Garmisch-Partenkirchen. Il marque ses premiers points en 2013 au super combiné de Wengen et aussi finit 13e de la descente à Garmisch-Partenkirchen. En mars 2014, Muzaton finit troisième de la descente de Soldeu, comptant pour la Coupe d'Europe, soit son premier podium dans le circuit.
En janvier 2015, il améliore son meilleur résultat dans l'élite en finissant onzième de la prestigieuse descente de Kitzbühel, puis lors des Championnats du monde, il obtient sa première sélection dans un rendez-vous majeur, à Beaver Creek, où il décroche la 38e place du super combiné.
En janvier 2017, alors ne comptant aucun top dix, il se classe deuxième du combiné de Wengen derrière la surprise Niels Hintermann (+ 0,26 seconde), lors d'une épreuve perturbé par la neige et qui a empêché les favoris de s'exprimer. Un an plus tard, il atteint enfin le top dix lors d'une épreuve de vitesse, occupant le septième rang à la descente de Wengen.
Aux Jeux olympiques d'hiver de 2018, à Pyeongchang, il termine 23e de la descente et 18e du super G. Après les jeux, il signe un autre bon résultat avec une sixième place aux Finales à Åre.
Il devient champion de France de descente et de combiné en 2019. Cet hiver, il signe son meilleur résultat en mondial avec une 25e place en combiné alpin à Åre. En revanche, dans la Coupe du monde, il ne peut reproduire les résultats des deux derniers hiver, se contenant au mieux de la vingtième place en descente.
Muzaton retrouve son meilleur niveau lors de la saison 2019-2020, réalisant la meilleure étape de sa carrière en Coupe du monde à Bormio, où il finit cinquième, puis neuvième en descente. Il s'illustre aussi en Autriche, d'abord à la descente de Kitzbühel dont il finit cinquième à seulement 31 centièmes du vainqueur Mathias Mayer et neuf centièmes de la troisième place, puis à la descente de Saalbach, dont il se classe huitième. L'hiver suivant, Kitzbühel est aussi le théâtre de sa meilleure performance de la saison, mais y est seulement quinzième. Aux Championnats du monde de Cortina d'Ampezzo, engagé sur la descente, Muzaton chute spectaculairement, mais parvient à se rééquilibrer sur ses skis immédiatement.
En 2022, il prend part à ses deuxièmes jeux olympiques, à Pékin, skiant seulement la descente pour une onzième place finale, qui est son meilleur résultat dans l'élite depuis début 2020.

## Palmarès

### Jeux olympiques
| Édition / Épreuve   | Descente | Super G | Combiné |
| ------------------- | -------- | ------- | ------- |
| JO 2018 Pyeongchang | 23e      | 18e     | Abandon |
| JO 2022 Pékin       | 11e      | -       | -       |

### Championnats du monde
Maxence Muzaton a participé ses premiers championnats du monde en 2015 à Beaver Creek.
| Épreuve / Édition | Vail - Beaver Creek 2015 | Saint-Moritz 2017 | Åre 2019 | Cortina d'Ampezzo 2021 |
| Super combiné     | 38e                      | Abandon           | 25e      |                        |
| Descente          | -                        | -                 | 30e      | Abandon                |

### Coupe du monde
- Meilleur classement général : 34e en 2020.
- 1 podium.

palmarès au 13 janvier 2017

#### Classements par épreuve en Coupe du monde
| Saison / Épreuve | Saison / Épreuve | Général | Général | Descente | Descente | Slalom | Slalom | Slalom géant | Slalom géant | Super G | Super G | Combiné | Combiné |
| ---------------- | ---------------- | ------- | ------- | -------- | -------- | ------ | ------ | ------------ | ------------ | ------- | ------- | ------- | ------- |
| Saison / Épreuve | Saison / Épreuve | Class.  | Points  | Class.   | Points   | Class. | Points | Class.       | Points       | Class.  | Points  | Class.  | Points  |
| 2013             | 2013             | 100e    | 27      | 42e      | 20       | -      | -      | -            | -            | -       | -       | 26e     | 7       |
| 2014             | 2014             | 140e    | 5       | -        | -        | -      | -      | -            | -            | -       | -       | 37e     | 5       |
| 2015             | 2015             | 88e     | 56      | 34e      | 42       | -      | -      | -            | -            | -       | -       | 25e     | 14      |
| 2016             | 2016             | 90e     | 70      | 32e      | 49       | -      | -      | -            | -            | 53e     | 7       | 32e     | 14      |
| 2017             | 2017             | 50e     | 151     | 29e      | 51       | -      | -      | -            | -            | 33e     | 20      | 5e      | 80      |
| 2018             | 2018             | 54e     | 121     | 21e      | 103      | -      | -      | -            | -            | 41e     | 12      | 35e     | 6       |
| 2019             | 2019             | 99e     | 45      | 39e      | 24       | -      | -      | -            | -            | 46e     | 10      | 34e     | 11      |
| 2020             | 2020             | 34e     | 213     | 11e      | 213      | -      | -      | -            | -            | -       | -       | -       | -       |
| 2021             | 2021             | 90e     | 41      | 30e      | 41       | -      | -      | -            | -            | -       | -       | -       | -       |

#### Performances générales
Maxence Muzaton a pris 51 départs en Coupe du monde, la plupart en descente.
| Résultat  | Descente | Super-G | Slalom géant | Combiné | Slalom | Total |
| --------- | -------- | ------- | ------------ | ------- | ------ | ----- |
| 1re place | -        | -       | -            | -       | -      | 0     |
| 2e place  | -        | -       | -            | 1       | -      | 1     |
| 3e place  | -        | -       | -            | -       | –      | 0     |
| Top 10    | 6        | -       | -            | 1       | -      | 7     |
| Top 30    | 39       | 4       | -            | 6       | -      | 49    |
| Autres    | 32       | 23      | -            | 8       | -      | 63    |
| Départs   | 71       | 27      | 0            | 14      | 0      | 112   |

Mis à jour le 20 février 2022.

### Championnats du monde juniors
Maxence Muzaton a participé à une édition des Championnats du monde juniors, en 2010. Il y a remporté la médaille d'or en super-G.
| Épreuve / Édition                         | Descente | Super-G | Slalom géant | Slalom | Combiné |
| ----------------------------------------- | -------- | ------- | ------------ | ------ | ------- |
| Mondiaux 2010 Megève/Les Houches/Chamonix | 8e       | Or      | Abandon      | 25e    | -       |

### Coupe d'Europe
- 1 podium.

### Championnats de France

#### Élite
- 3e aux Championnats de France de descente en 2011 et 2014.
- Champion de France de descente en 2019.
- Champion de France de combiné en 2019.
- 3e aux Championnats de France de super G en 2019.

#### Jeunes
- 2 titres de champion de France.